# Frank & Rogier
Frank & Rogier was een Nederlands presentatieduo bestaande uit Frank Jansen (Rotterdam, 10 maart 1946) en Rogier Smit (Leiderdorp, 15 september 1974). Het duo was voornamelijk bekend van hun televisieprogramma Paleis voor een prikkie.
Het presentatieduo verscheen voor het eerst op de Nederlandse televisie in het voorjaar van 2009 toen zij vijf afleveringen lang te zien waren in het KRO-programma Bij ons in de PC, hierin werd het duo gevolgd in hun dagelijks leven. Enkele jaren later, in 2017, keerde het duo terug op de televisie. Ditmaal waren ze te zien in het SBS6-programma Steenrijk, straatarm, waarin ze van huis en inkomen ruilden met een gezin dat weinig te besteden heeft. Ze besloten met de weinige middelen die ze hadden, het huis voor het gezin enigszins op te knappen. Iedere aflevering werd door 919.000 mensen bekeken. SBS6 besloot vanwege de positieve ontvangst een programma te ontwikkelen waarin het duo huizen ging opknappen voor mensen die het minder breed hebben, Paleis voor een prikkie, dat in 2018 voor het eerst werd uitgezonden. Het programma leverde hen in 2019 een nominatie op voor Televizier-Ster Talent bij het Gouden Televizier-Ring Gala.
Op 19 december 2019 werd bekend dat het duo een overstap van SBS naar RTL had gemaakt; hiermee kwam na vier seizoenen een einde aan hun presentatie van het SBS6-programma Paleis voor een prikkie.
In september 2020 presenteerde het duo hun eerste RTL-programma onder de naam Frank en Rogier checken in. Dit werd uitgezonden door RTL 4. In 2021 schoten ze te hulp in het RTL 4-programma De Druiventros: d’r op of d’r onder.
Behalve in hun eigen programma's verscheen het duo regelmatig als gasten in diverse televisieprogramma's waaronder Ik hou van Holland, De TV Kantine en Dit was het nieuws.
Jansen en Smit hadden van 2000 tot eind 2020 een relatie met elkaar. Doordat ze de onenigheid rondom hun relatiebreuk veelvuldig in de media uitvochten, besloot RTL in de zomer van 2021 voorlopig geen nieuwe programma's meer met hen te maken. Het driejarige contract tussen RTL en Frank en Rogier dat in december 2019 was getekend is ontbonden, het stel zal geen programma's meer gaan maken voor RTL. Volgens RTL is de beëindiging in harmonie besloten.

## Filmografie
- Bij ons in de PC (2009), realityserie
- Steenrijk, straatarm (2017), realityserie
- Paleis voor een prikkie (2018-2019), als presentatoren
- Ik hou van Holland (2019), als deelnemers
- De TV Kantine (2020), gastrol als zichzelf
- Dit was het nieuws (2020), als deelnemers
- Frank en Rogier checken in (2020), als presentatoren
- De Druiventros: d’r op of d’r onder (2021), als deskundigen